# Zhongfeng (socken i Kina, Guangxi)
Zhongfeng (kinesiska: 中峰乡, 中峰) är en socken i Kina. Den ligger i den autonoma regionen Guangxi, i den södra delen av landet, omkring 420 kilometer nordost om regionhuvudstaden Nanning. Antalet invånare är 24385. Befolkningen består av 11 833 kvinnor och 12 552 män. Barn under 15 år utgör 18,0 %, vuxna 15-64 år 70 %, och äldre över 65 år 11,0 %.
Genomsnittlig årsnederbörd är 2 214 millimeter. Den regnigaste månaden är april, med i genomsnitt 356 mm nederbörd, och den torraste är oktober, med 53 mm nederbörd.